# Soldier Field
Soldier Field – stadion sportowy położony w amerykańskim mieście Chicago w stanie Illinois. Na tym obiekcie swoje mecze rozgrywa zespół futbolu amerykańskiego Chicago Bears. Stadion został zbudowany w 1924 roku, maksymalna pojemność wynosi 61 500 widzów. Obiekt przeszedł modernizację w latach 2002–2003.